# 阿比·辛格
阿比·辛格（英語：Abner E. "Abby" Singer，1917年12月8日—2014年3月13日），是一名美国制片人和电影导演助理，并活跃于1950年至1980年的好莱坞。
2014年3月13日，他因癌症在加州去世，享年96岁。